# Pedrógão (Vidigueira)
Pedrógão es una freguesia portuguesa del concelho de Vidigueira, con 124,02 km² de superficie y 1.214 habitantes (2001). Su densidad de población es de 9,8 hab/km².